# عروسک فرنگی
عروسک فرنگی فیلمی به کارگردانی فرهاد صبا، نویسندگی اصغر آریان‌خواه و تهیه‌کنندگی رسول صدرعاملی محصول سال ۱۳۸۴ است که در شهریور ۱۳۸۵ بر روی پرده سینما رفته است.

## خلاصه فیلم
شهاب سالک مردی جاافتاد و مشاور حقوقی موفق اما بی قید و هوس‌ران در زندگی شخصی، خواسته یا ناخواسته، روز و شب به مریم می‌اندیشد.

## جشنواره‌ها
فیلم عروسک فرنگی در بیست و پنجمین دوره جشنواره فیلم فجر شرکت کرده است.